# Carlo Barberini (1562–1630)
Carlo Barberini, född 28 maj 1562 i Florens, död 26 februari 1630 i Bologna, var en italiensk militär. Han var hertig av Monterotondo och Kyrkans gonfalonjär, det vill säga överbefälhavare för de påvliga trupperna.

## Biografi
Carlo Barberini var son till Antonio Barberini och Camilla Barbadori och äldre bror till Maffeo Barberini, sedermera påve Urban VIII. År 1594 gifte sig Carlo Barberini med Costanza Magalotti (1575–1644), dotter till Vincenzo Magalotti och Clarice Capponi och syster till Lorenzo Magalotti. De fick sju barn:
1. en son som avled vid drygt ett års ålder
2. Francesco Barberini (1597–1679), kardinal
3. Camilla Barberini (1598–1666), nunna i karmelitklostret Santa Maria degli Angeli i Florens
4. Maria Barberini (1599–1621), gift med Tolomeo Duglioli, avled i barnsäng
5. Taddeo Barberini (1603–1647), furste av Palestrina och Kyrkans gonfalonjär
6. Clarice Barberini (1606–1665), nunna i karmelitklostret Santa Maria degli Angeli i Florens
7. Antonio Barberini (1607–1671), kardinal

År 1626 publicerade Carlo Barberini en traktat om den påvliga arméns disciplinära och administrativa omorganisation. Han efterlämnade därtill en ofullbordad sammanfattning av Machiavellis Fursten.
I det lilla Cappella di San Sebastiano, vilket är hopbyggt med Cappella Barberini i basilikan Sant'Andrea della Valle finns en minnesstaty över Carlo Barberini, utförd omkring 1675–1677 av Giuseppe Giorgetti.

## Bilder
| - Maria Duglioli Barberini (1599–1621), byst utförd av Giuliano Finelli år 1626. |